# Dirección General de Servicios (Presidencia)
La Dirección General de Servicios (DGS) de España es el órgano directivo del Ministerio de la Presidencia, Justicia y Relaciones con las Cortes que se encarga de asistir a la Subsecretaría en la gestión de los recursos humanos, la gestión patrimonial, el despliegue de tecnologías de la información y las comunicaciones, y todo lo relacionado con el ámbito económico-presupuestario.

## Historia
La Dirección General de Servicios del Ministerio de la Presidencia ha existido en cuatro periodos diferentes de la historia reciente de España.

### Primera etapa
Se creó por primera vez por Decreto 2582/1964, de 27 de agosto. Encuadrada entonces en la Presidencia del Gobierno y dependiente del Ministro-Subsecretario de la Presidencia, era responsable de los asuntos generales, recursos humanos, régimen interior, patrimonio, asuntos económicos, recursos administrativos e inspección.
En 1974, se desligan las figuras de ministro de la Presidencia y subsecretario de la Presidencia y la Dirección General, que pasa a denominarse «Dirección General de Relaciones Institucionales», se reorganiza, asume la dirección del Secretariado del Gobierno y las relaciones con otras instituciones. El resto de sus funciones relativas a asuntos generales, patrimonio, personal e inspección de servicios pasaron ala Subsecretaría del Departamento. Se suprimió en 1976, pasando sus funciones a la Secretaría General Técnica.

### Segunda etapa
Se restableció al año siguiente, en noviembre de 1977. Unos meses antes, se había aprobado el Real Decreto 1558/1977, de 4 de julio, que reorganizaba la Administración Central del Estado y, entre otros asuntos, suprimía la Subsecretaría del Ministerio de la Presidencia. Ante la falta de una subsecretaría, especial relevancia tomó la Secretaría de Estado para la Administración Pública que, junto con la Secretaría General Técnica y una Oficina de Coordinación (todas ellas dependientes directamente del ministro de la Presidencia), se encargó de gestionar los servicios comunes del Ministerio y de la Presidencia del Gobierno. Como en su primera etapa, la Dirección General de Servicios asumió competencias del Departamento sobre el régimen interior, obras, arquitectura, personal, inspección de servicios y otros asuntos de carácter general. Se suprimió brevemente en octubre de 1980 y se recuperó en marzo de 1981 bajo el título de «Dirección General de Inspección y Servicios». Recuperó su nombre original en diciembre de 1982.
Sin muchos cambios se mantendrá hasta su supresión en 1996, si bien destacar que en la reforma de 1993 amplió su estructura para potenciar las competencias de coordinación entre órganos gubernamentales y en el ámbito de la comunicación gubernamental. Tras esta supresión, sus órganos y competencias pasaron directamente a la Subsecretaría.

### Tercera etapa
La tercera etapa se inició el 1 de julio de 2000. Ahora llamada «Dirección General de Recursos Humanos, Servicios e Infraestructura», este órgano asistió a la Subsecretaría en asuntos relativos a los recursos humanos y económico-presupuestarios, de gestión del régimen interno del Departamento y en el ámbito de las tecnologías. Asimismo, durante este periodo asistió al Ministro Portavoz del Gobierno (2000-2002) y sus órganos en estos asuntos. Esta etapa fue larga, existiendo el órgano hasta diciembre de 2011, cuando fue suprimido.

### Cuarta etapa
Una cuarta etapa comenzó una década después, en febrero de 2022, cuando se recuperó el órgano con el objetivo de ayudar a la Subsecretaría de la Presidencia en la gestión de la carga de trabajo que se esperaba que el Gobierno asumiese debido a la asunción —y preparativos previos— por parte de España de la Presidencia del Consejo de la Unión Europea en el segundo semestre de 2023. Al igual que en su etapa anterior, el órgano, ahora llamado Dirección General de Servicios (DGS), tuvo bajo su paraguas a la Oficialía Mayor, la Subdirección General de Recursos Humanos, la Oficina Presupuestaria y de Gestión Económica y la Subdirección General de Tecnologías de la Información y Comunicaciones. En septiembre de 2022, la Subdirección General de Recursos Humanos pasó a denominarse «de Recursos Humanos e Inspección de los Servicios» tras asumir las competencias inspectoras que antes asumía directamente el director general.
En esta última etapa, la mayor reforma hasta la fecha acaeció en febrero de 2024 cuando, ahora como órgano al servicio del Ministerio de la Presidencia, Justicia y Relaciones con las Cortes, pasó de cuatro a seis subdirecciones generales, al dividirse en dos la Oficina Presupuestaria y de Gestión Económica, y se creó una nueva Subdirección General de Información Administrativa e Inspección General de Servicios que, además de asumir las responsabilidades sobre inspección de servicios de la Subdirección General de Recursos Humanos, asumió competencias en relación con transparencia pública o evaluación de políticas, entre otras, que antes ejercía directamente la Subsecretaría, así como nuevas derivadas de la Ley de protección del informante. En 2025 se le añadió una nueva Subdirección General de Planificación y Coordinación para gestionar los recursos humanos de los órganos responsables del área de Justicia.

## Estructura y funciones
De la DGS se estructura a través de los siguientes órganos directivos:
- La Oficialía Mayor, a la que corresponde la dirección de los servicios generales, régimen interior y Gabinete Médico, la gestión patrimonial y la realización de obras que correspondan, así como la reparación y conservación de los inmuebles, y la vigilancia y la seguridad (en todo aquello que no sea responsabilidad el DSPG) de los edificios.
- La Oficina Presupuestaria, a la que corresponde ejercer todas las funciones relacionadas con el diseño del presupuesto del Departamento, su ejecución, modificaciones y control, así como la realización de los informes necesarios cuando el asunto tenga repercusión en el gasto público.
- La Subdirección General de Gestión Económica, a la que corresponde gestionar el aspecto económico del Ministerio, supervisar las cuentas, tesorería, así como lo relativo a contratación pública.
- La Subdirección General de Planificación y Coordinación, a la que el corresponde, en el ámbito de la Secretaría de Estado de Justicia, de las Gerencias Territoriales de Justicia, del Centro de Estudios Jurídicos y de la Mutualidad General Judicial, la gestión de los recursos humanos, salarios, relaciones con los sindicatos y otras asociaciones de empleados públicos, así como la formación y protección laboral del personal.
- La Subdirección General de Recursos Humanos, a la que corresponde, en el ámbito de los órganos del Departamento no asignados al área de Justicia, la gestión de los recursos humanos, salarios, relaciones con los sindicatos y otras asociaciones de empleados públicos, así como la formación y protección laboral del personal.
- La Subdirección General de Tecnologías de la Información y Comunicaciones, a la que corresponde dirigir la política departamental de sistemas de información y telecomunicaciones, prestar asistencia técnica en este ámbito al resto de órganos del Ministerio y así como de la seguridad y calidad informática.
- La Subdirección General de Información Administrativa e Inspección General de Servicios, a la que corresponde ejecer las competencias del Departamento sobre transparencia, acceso a la información y buen gobierno, la inspección general de los órganos y organismos del Ministerio, así como la evaluación de las políticas públicas que este realice y la coordinación y supervisión del Canal Interno de Información.

## Directores generales
- José María Gamazo y Manglano (1964-1973)[18]
- Pedro García Pascual (1973-1974)[19]
- Ramón García Mena (1977-1980)[20]
- Agustín Utrilla Sesmero (1981-1982)[21]
- José Antonio Abad Candela (1982-1984)[22]
- Ángel Jorge Souto Alonso (1984-1987)[23]
- Enrique Moral Sandoval (1987-1992)[24]
- Cristina Pabón Torres (1992-1996)[25][26]
- Juan Antonio Richart Chacón (2000-2004)[27]
- Juan Carlos Peláez Llovio (2004-2005). Interino; como Oficial Mayor.[28]
- Sofía Perea Muñoz (2005-2009)[29]
- Manuela Herminia Salmerón Salto (2009-2011)[30]
- María Rosario Gálvez Vicente (2022-)[31]